# Вільське (Російське) кладовище
Вільське (Руське) кладовище — історичне православне кладовище у м. Житомирі.

## Історія
Перший відомий православний некрополь у Житомирі знаходився на Охрімовій горі. Точну дату його заснування назвати неможливо, але ще у 1930-х рр. дослідниками було зафіксовано поодинокі кам'яні хрести з написами XV—XVI ст. До цього ж історичного періоду відносять старовинні поховання навколо Успенської та Хрестовоздвиженської церков (виявлені у XIX ст. в процесі побудови нових кам'яних споруд).

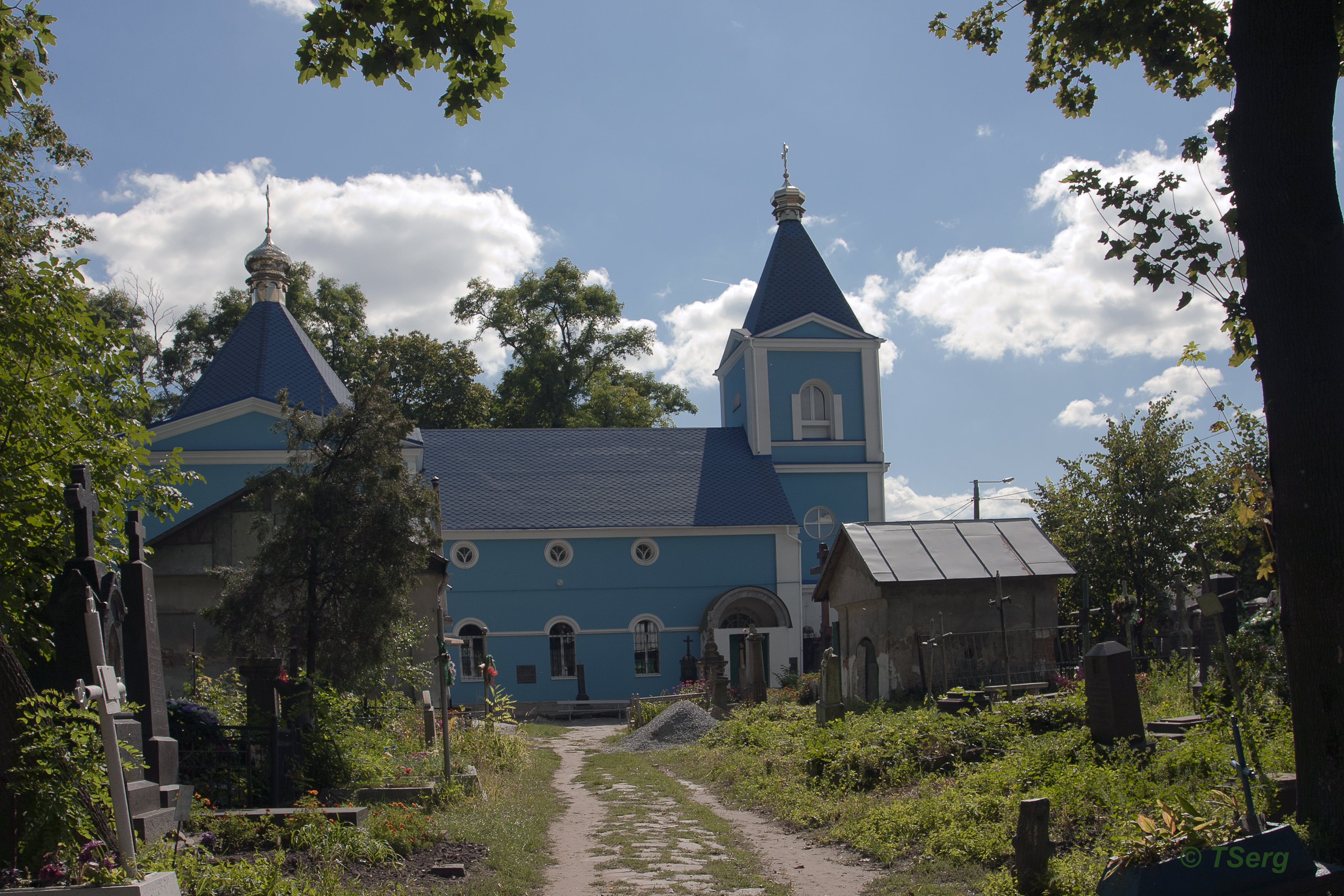
Церква Святого Якова

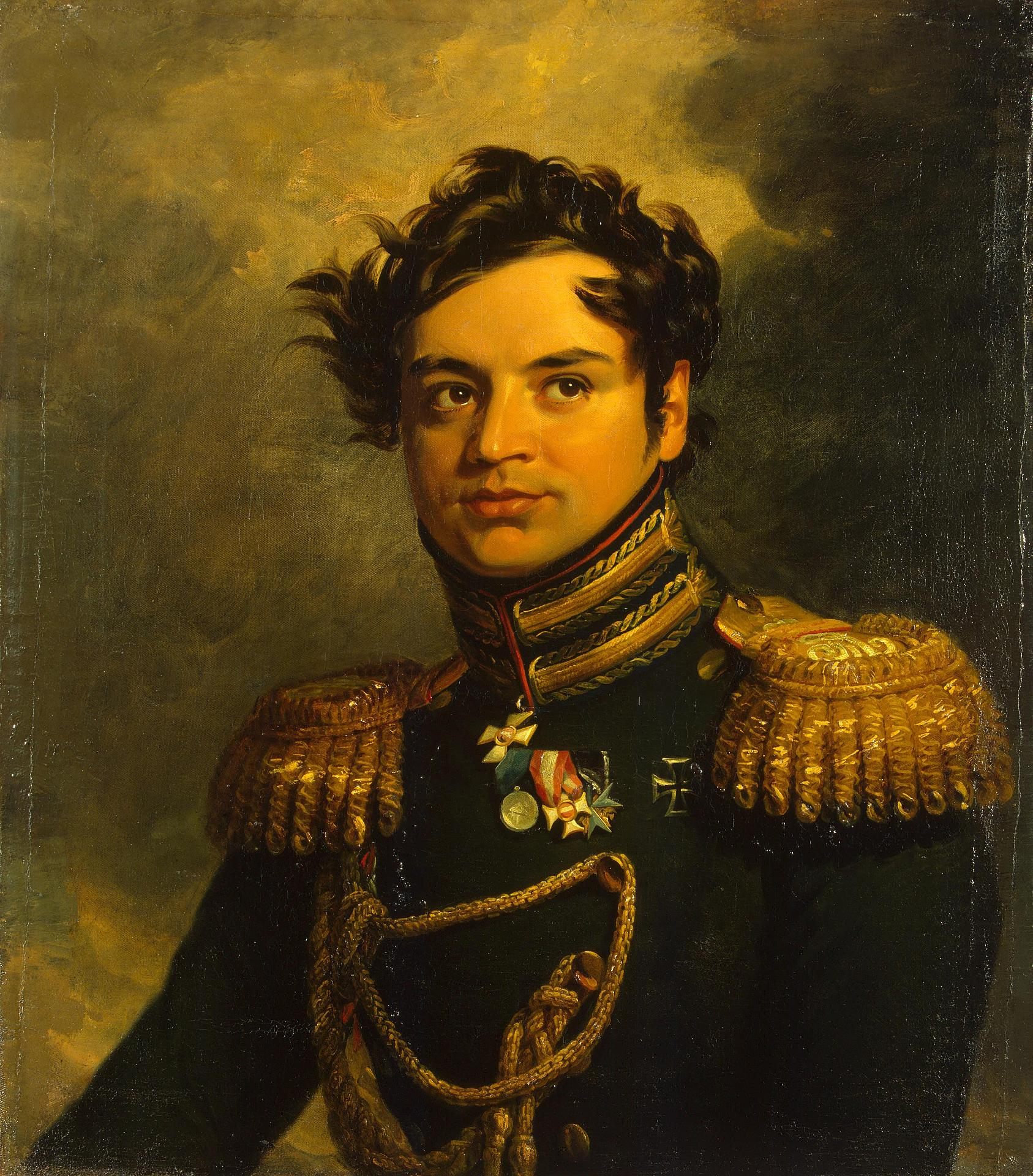
Яків Потьомкін (1782—1831)

Перша половина 19 ст. позначена появою некрополів нового типу: на зміну відносно невеликим і переповненим церковним кладовищам приходять цивільні цвинтарі, пристосовані до релігійних потреб міських громад різних конфесій міста. На цій хвилі виникло православне Російське, Католицьке (Польське) та Лютеранське кладовища. Ще одна назва кладовища, Вільське, походить від колишнього найменування вулиці Перемоги.
У 1837 році на кошти Ольги Федорівни Потьомкіної, яка захотіла увіковічнити пам'ять свого покійного чоловіка, генерал-лейтенанта князя Якова Олексійовича Потьомкіна, на кладовищі була побудована Яковлівська церква — перший православний мурований храм міста. Нині церква є пам'яткою архітектури місцевого значення.
Під час встановлення радянської влади, Вільське кладовище, як і інші місця поховання, зазнало актів вандалізму та цілеспрямованого знищення пам'ятників. На деяких надгробках збереглися позначки місцевих майстрів, зокрема Г. Олішкевича та В. Длоугі. З 1930-х по 1976 рік виконувало функції міського цвинтаря, до відкриття Корбутівського кладовища.

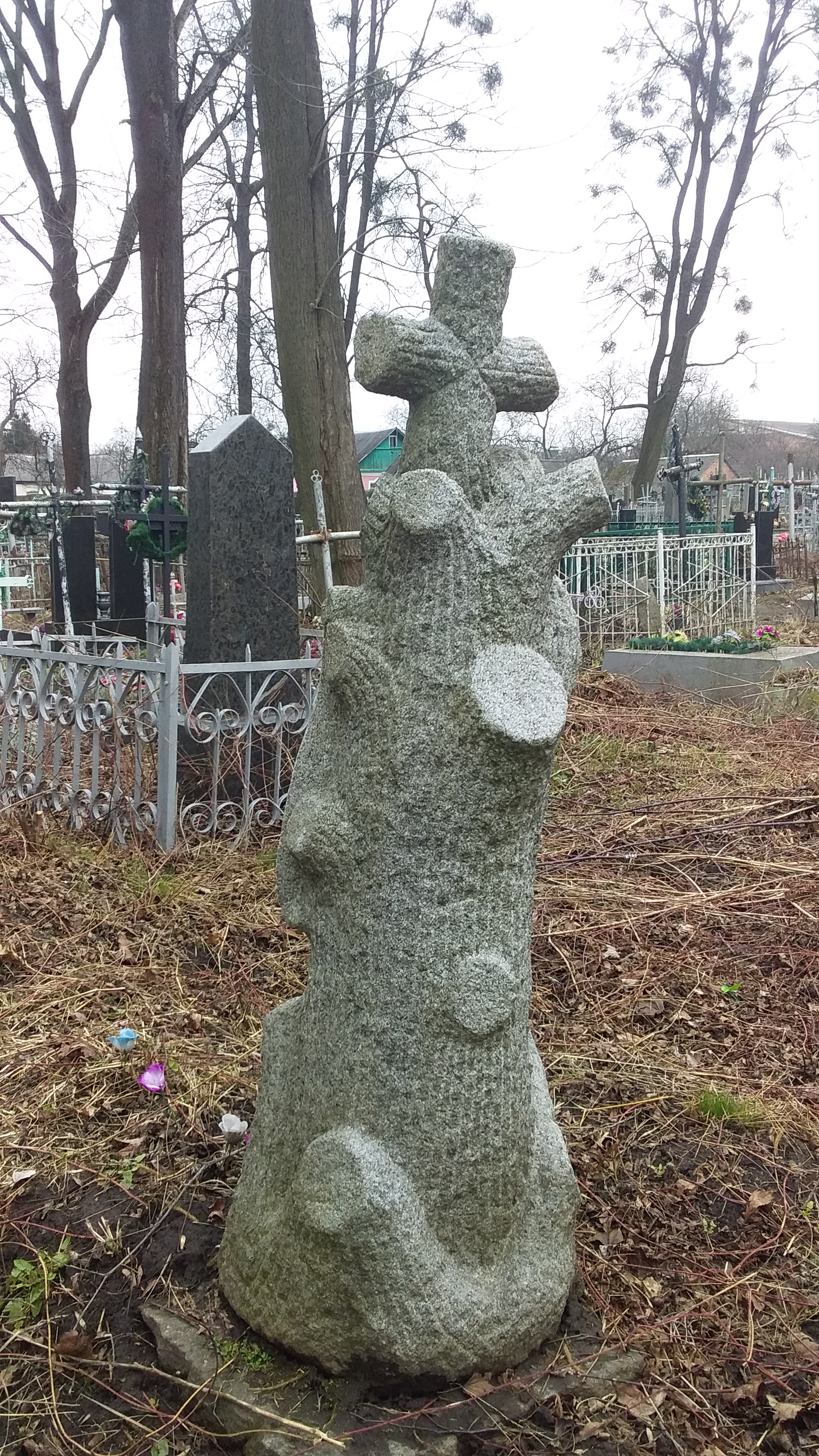
Надгробок "Дерево життя"
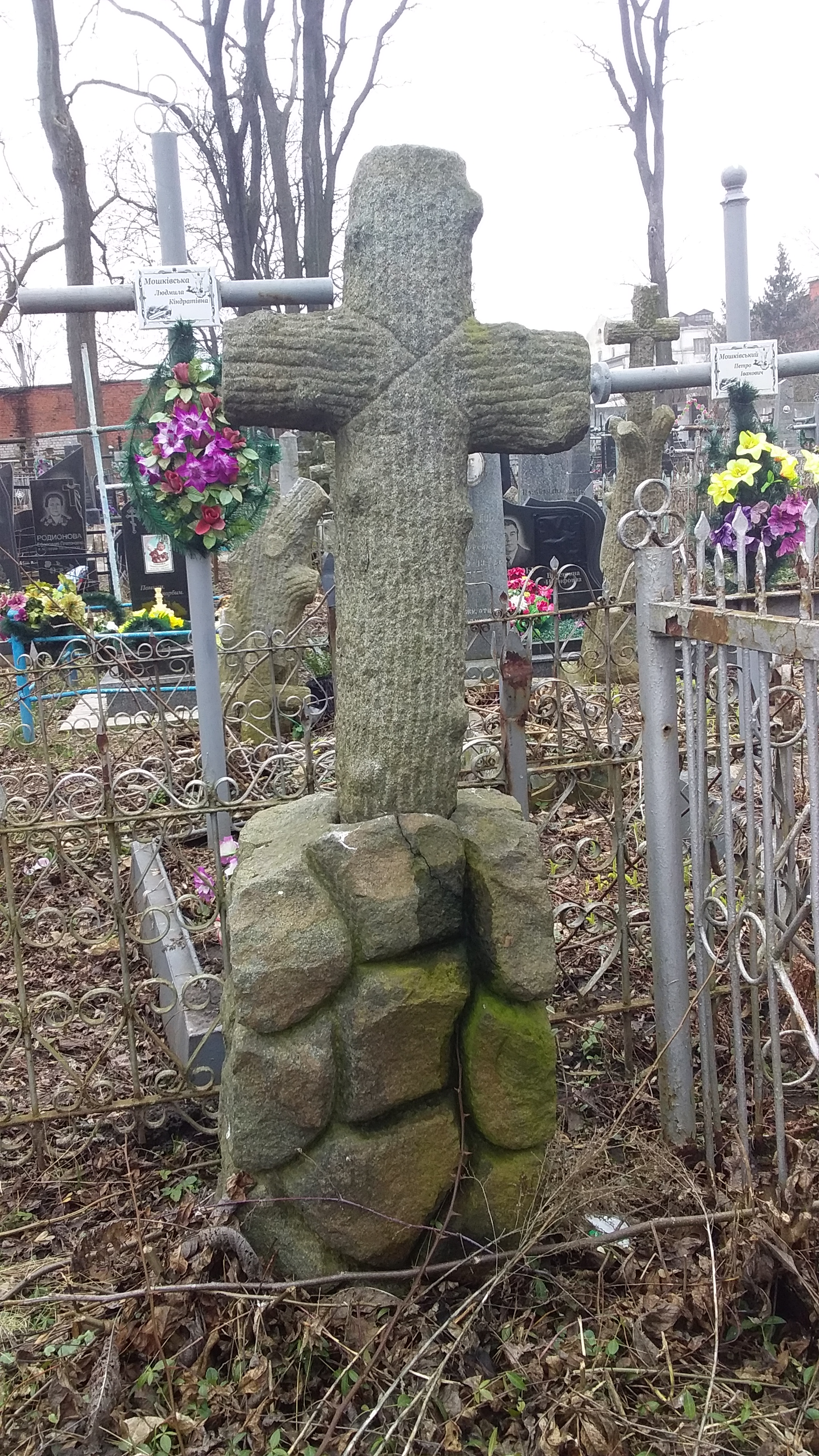
Надгробок "Хрест на скалі"
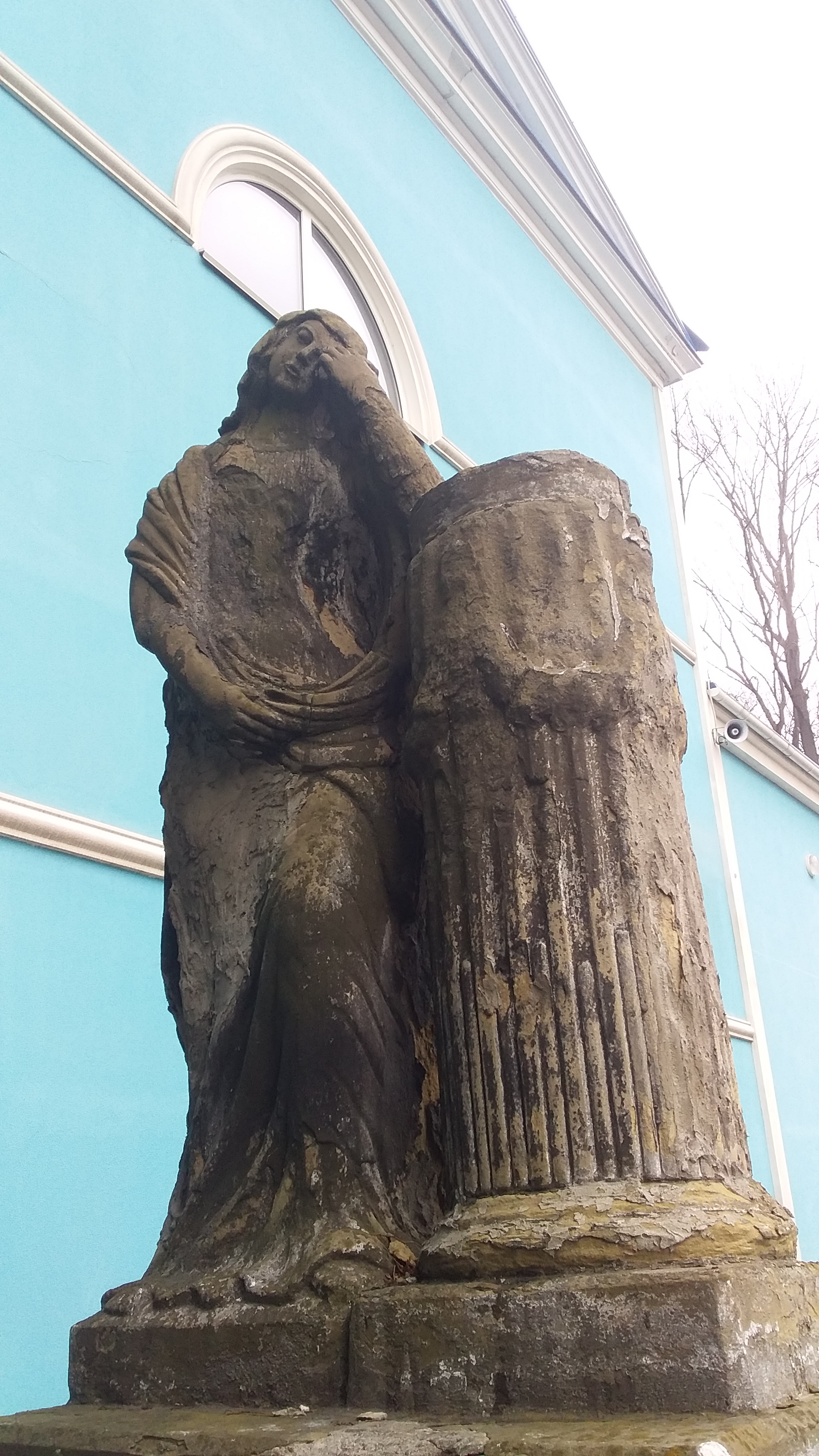
Надгробок зі скульптурою плакальниці
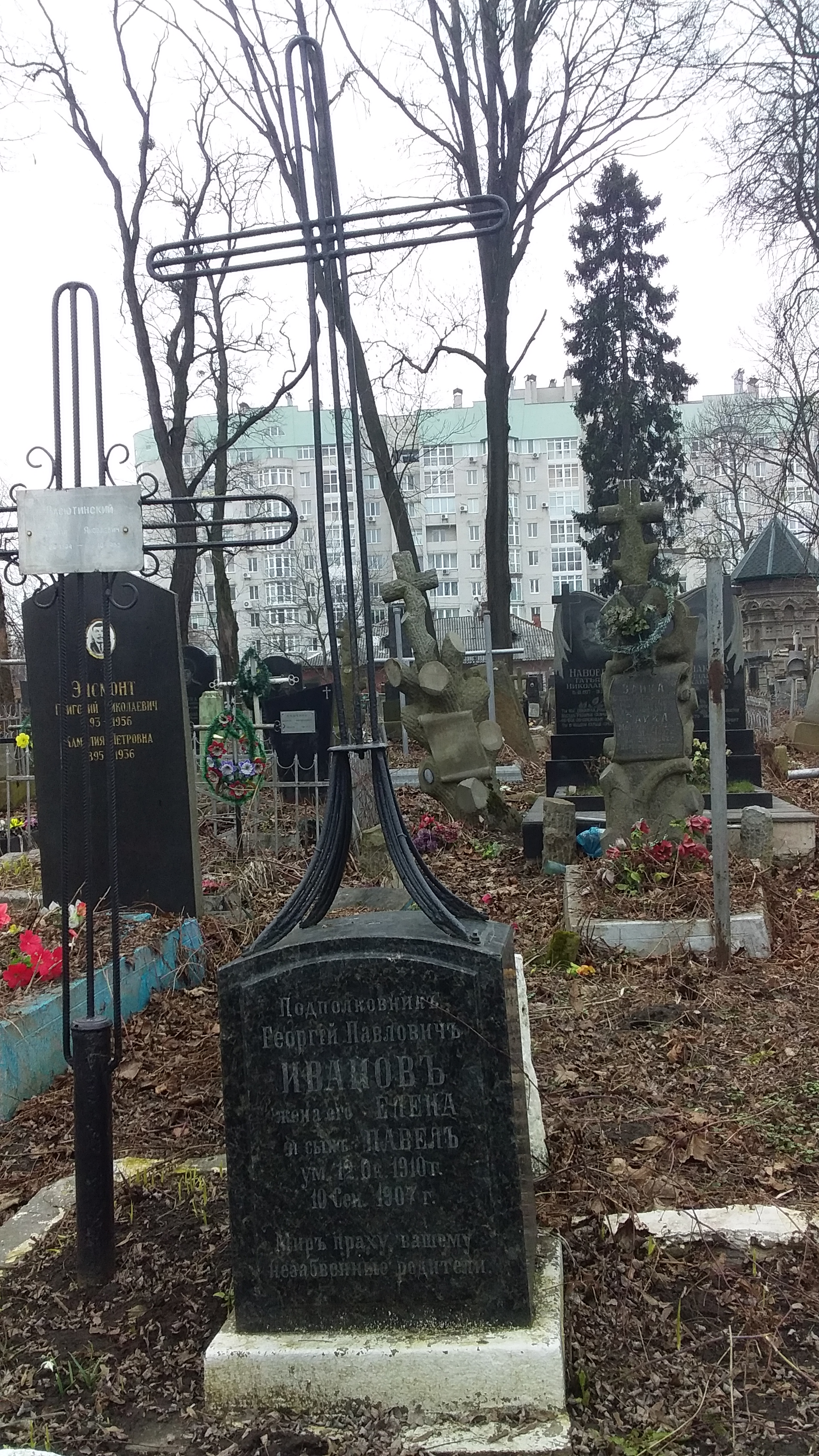
Надгробок підполковника Іванова
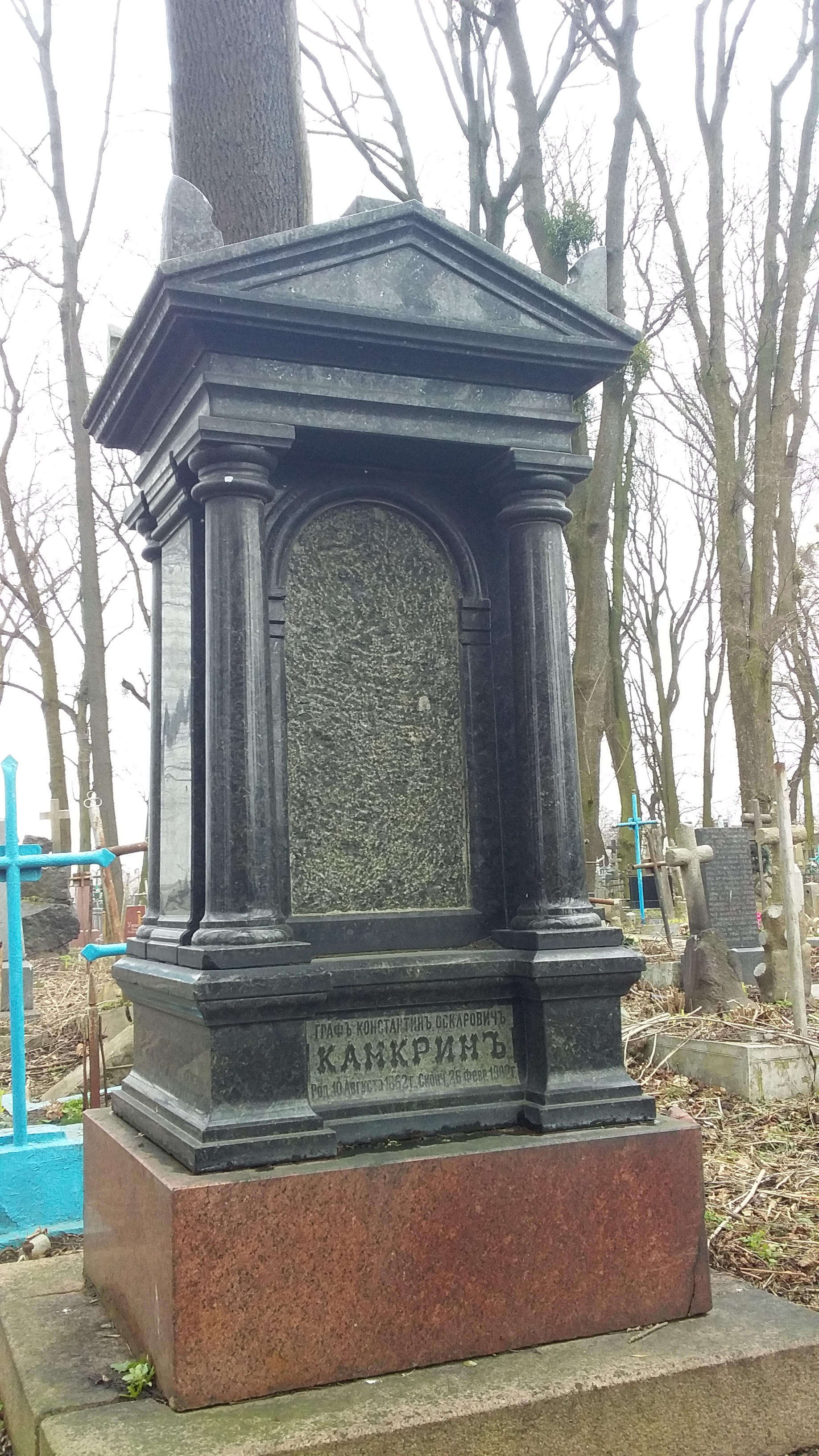
Поховання графа Камкріна
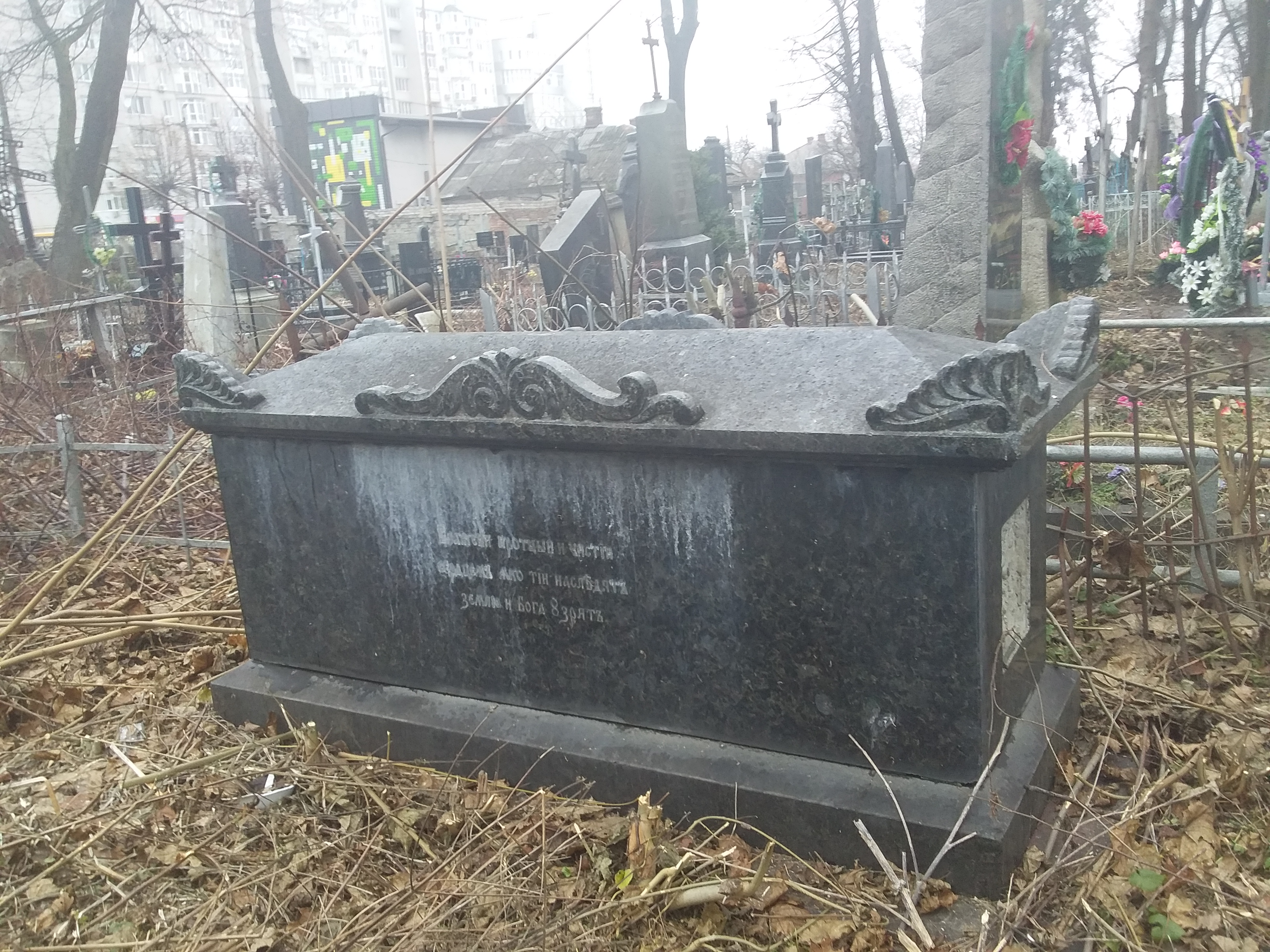
Поховання генерал-лейтенанта Вишневського
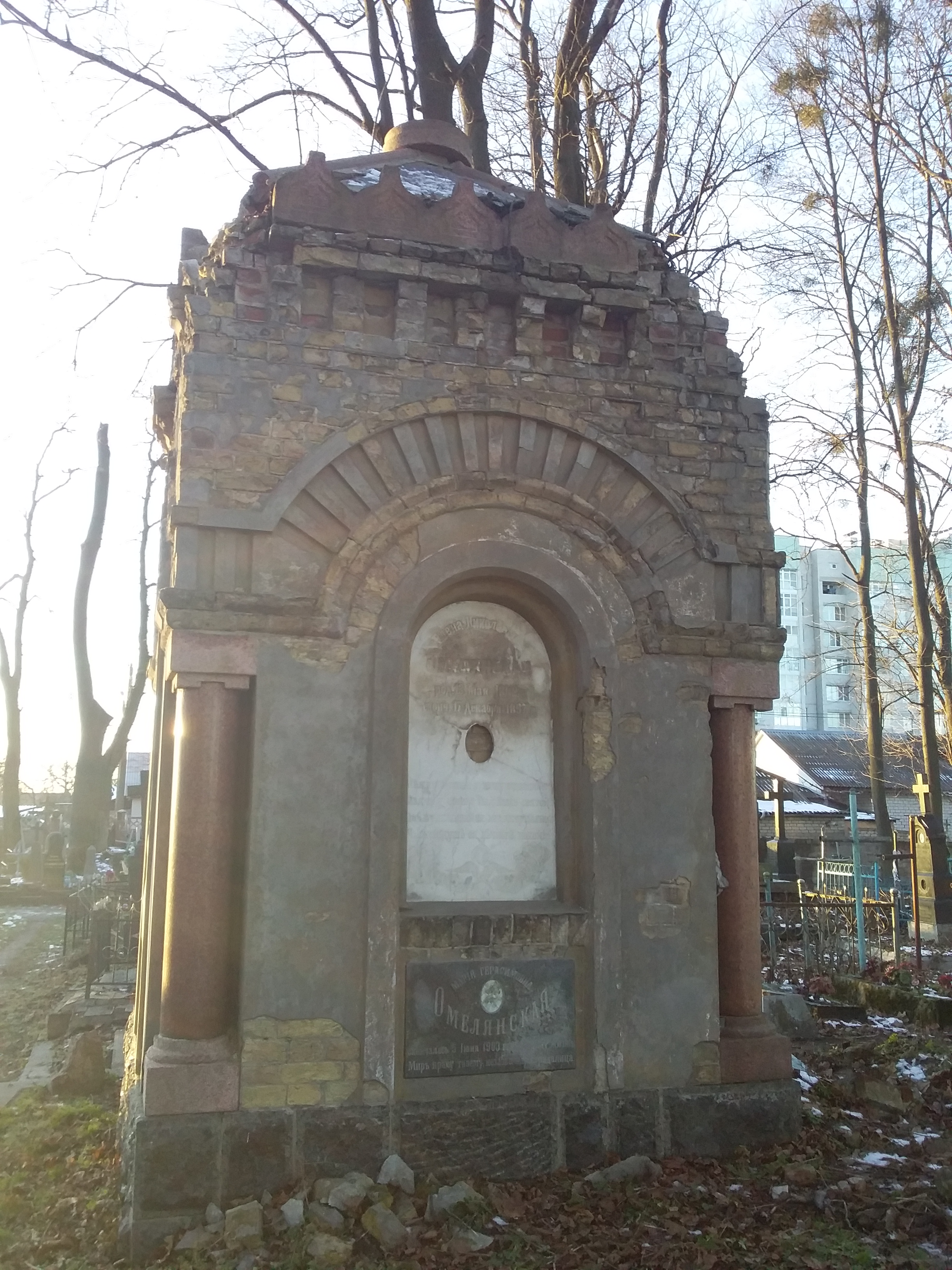
Склеп Омелянських
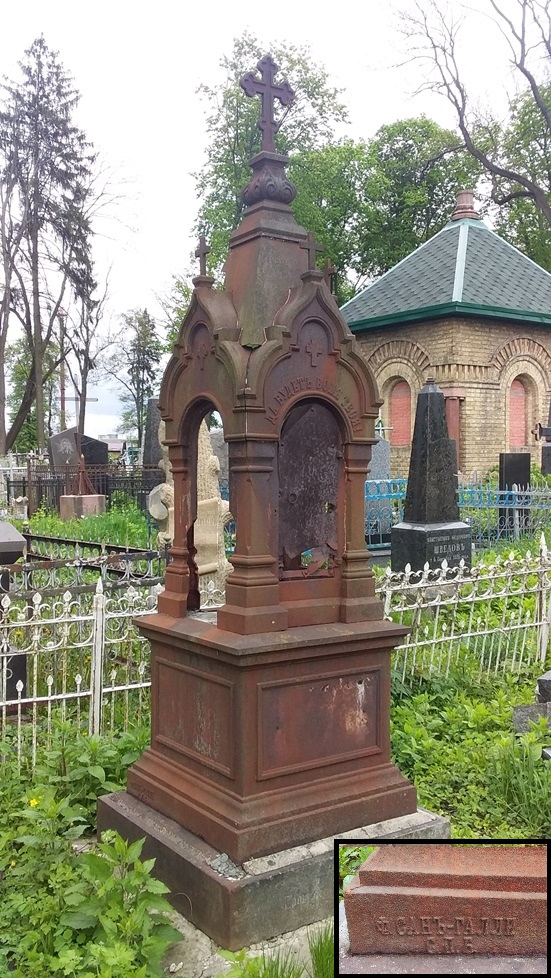
Робота майстерні Сан-Галлі, Санкт-Петербург

## Поховані
- Бердяєва Тетяна (1903) — єдина дочка філософа Миколи Бердяєва від шлюбу з Оленою Семеновою, дочкою Волинського губернського поштмейстера В. І. Семенова.
- Блінов Микола Іванович (1881—1905) — студент, що намагався зупинити єврейський погром та був вбитий погромниками.
- Воїни, що загинули у Першій світовій війні — поховані у братській могилі.
- Павло Гордовський (Священномученик Павло Житомирський, 1880—1919) — священник, заарештований і розстріляний по обвинуваченню в контрреволюційній діяльності, реабілітований посмертно у 1996 році. Канонінозований у 2013 році, у тому ж році його тіло перенесено до Спасо-Преображенського кафедрального собору м. Житомира.
- Карпенко Сергій Гордійович (1895—1959) — актор, народний артист України.
- Роше Костянтин Костянтинович (1849—1933) — мировий суддя Житомирського округу, поет і благодійник.
- Шаржинський Семен Данилович (1786—1859) — статський радник, губернський поштмейстер, близький друг Т. Г. Шевченка, М. В. Гоголя, О. С. Пушкіна.

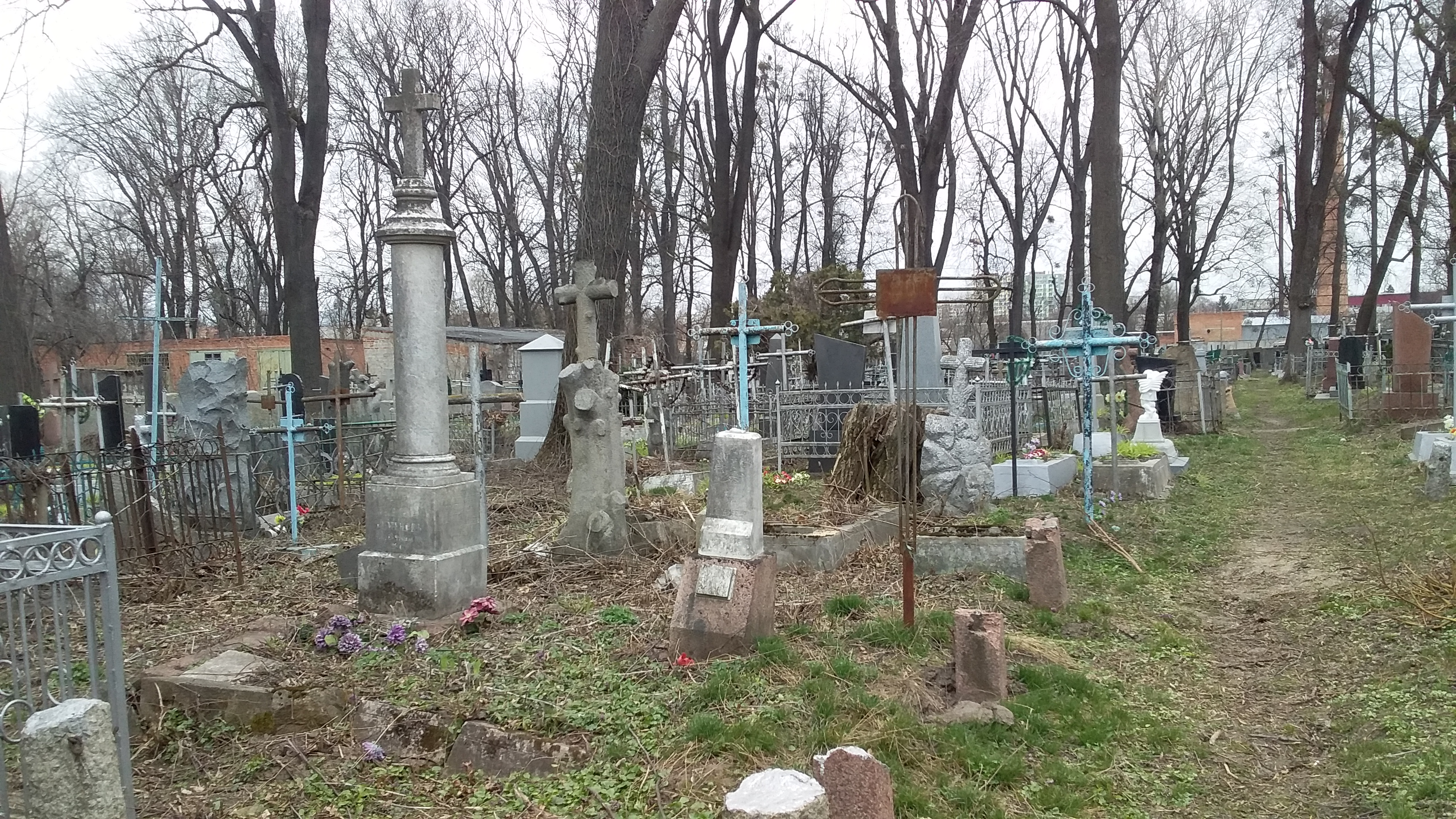
Поховання родини Семенових
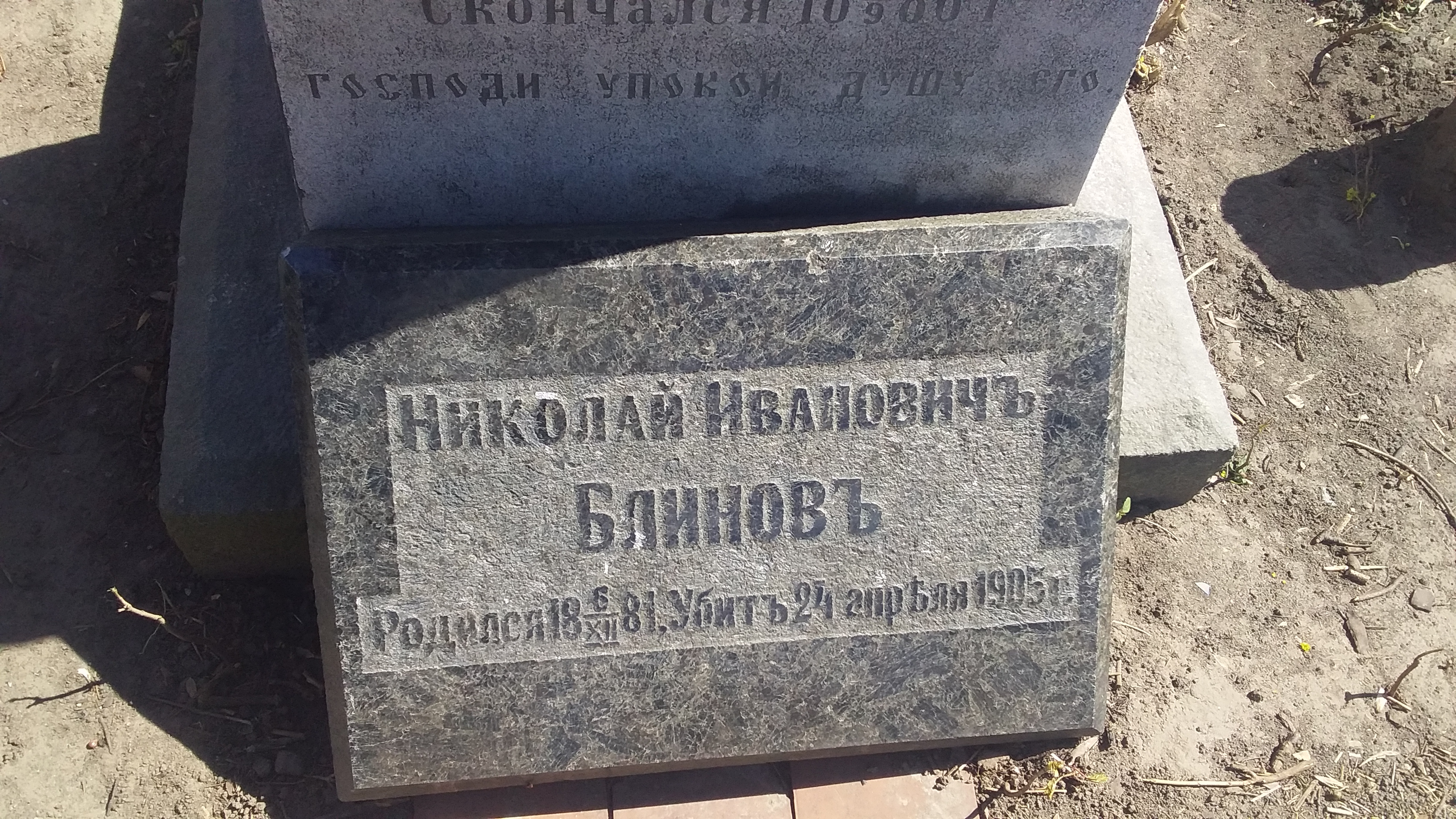
Могила М. Блінова
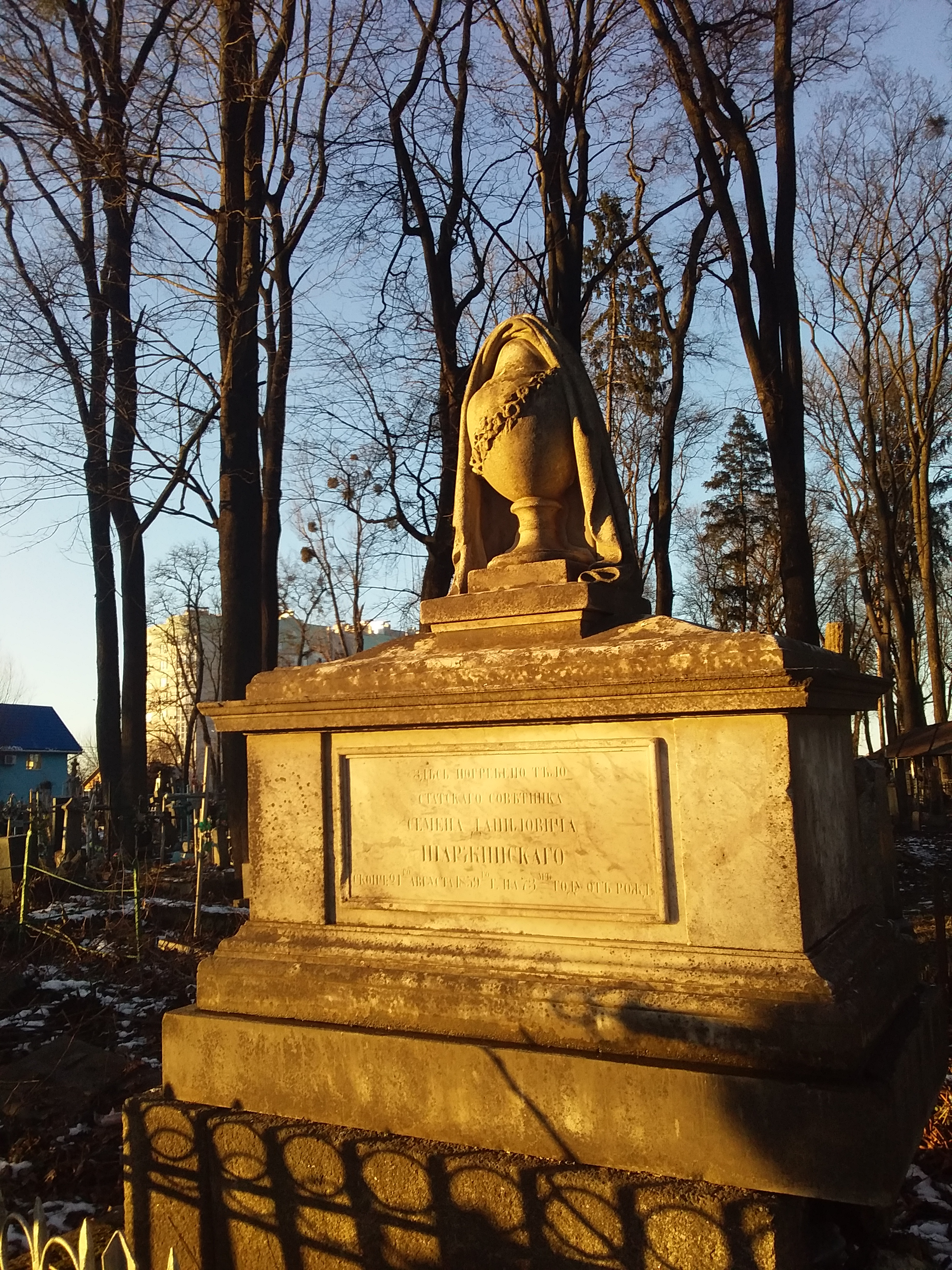
Поховання С. Шаржинського
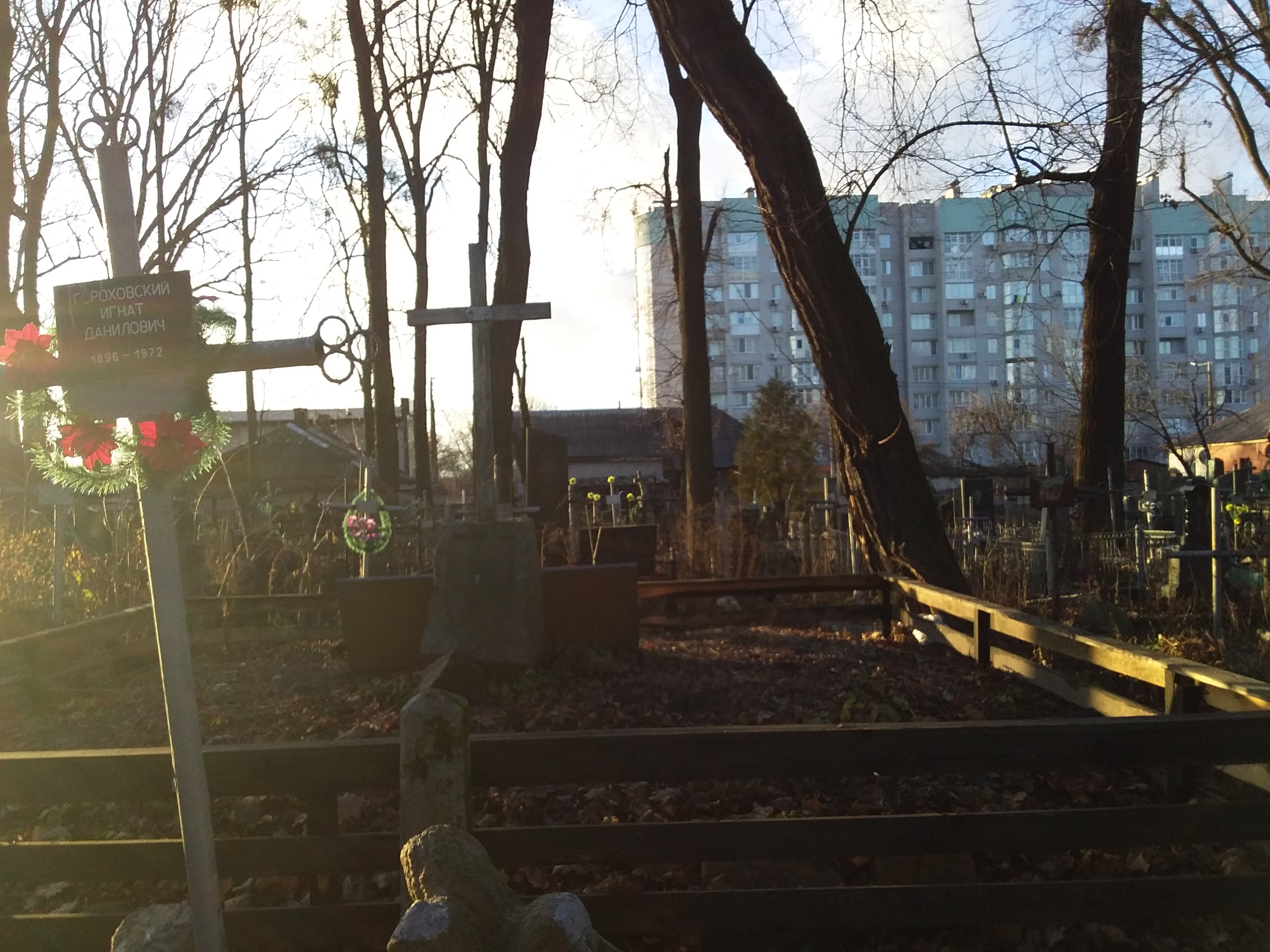
Могила воїнів І світової війни

## Пам'ятки
- Могила Манеги Г. О. (1917—1942) — Героя Радянського Союзу, пам'ятка історії місцевого значення.
- Могила Печенюка Ф. Й. (1906—1965) — Героя Радянського Союзу, пам'ятка історії місцевого значення.
- Могила Пєтухова Г. П. (1914—1950) — Героя Радянського Союзу, пам'ятка історії місцевого значення.
- Могила Онанесяна М. О. (1899—1945) — Героя Радянського Союзу, пам'ятка історії місцевого значення.
- Могила художника Канцерова О. Г. (1872—1937) — пам'ятка історії місцевого значення.

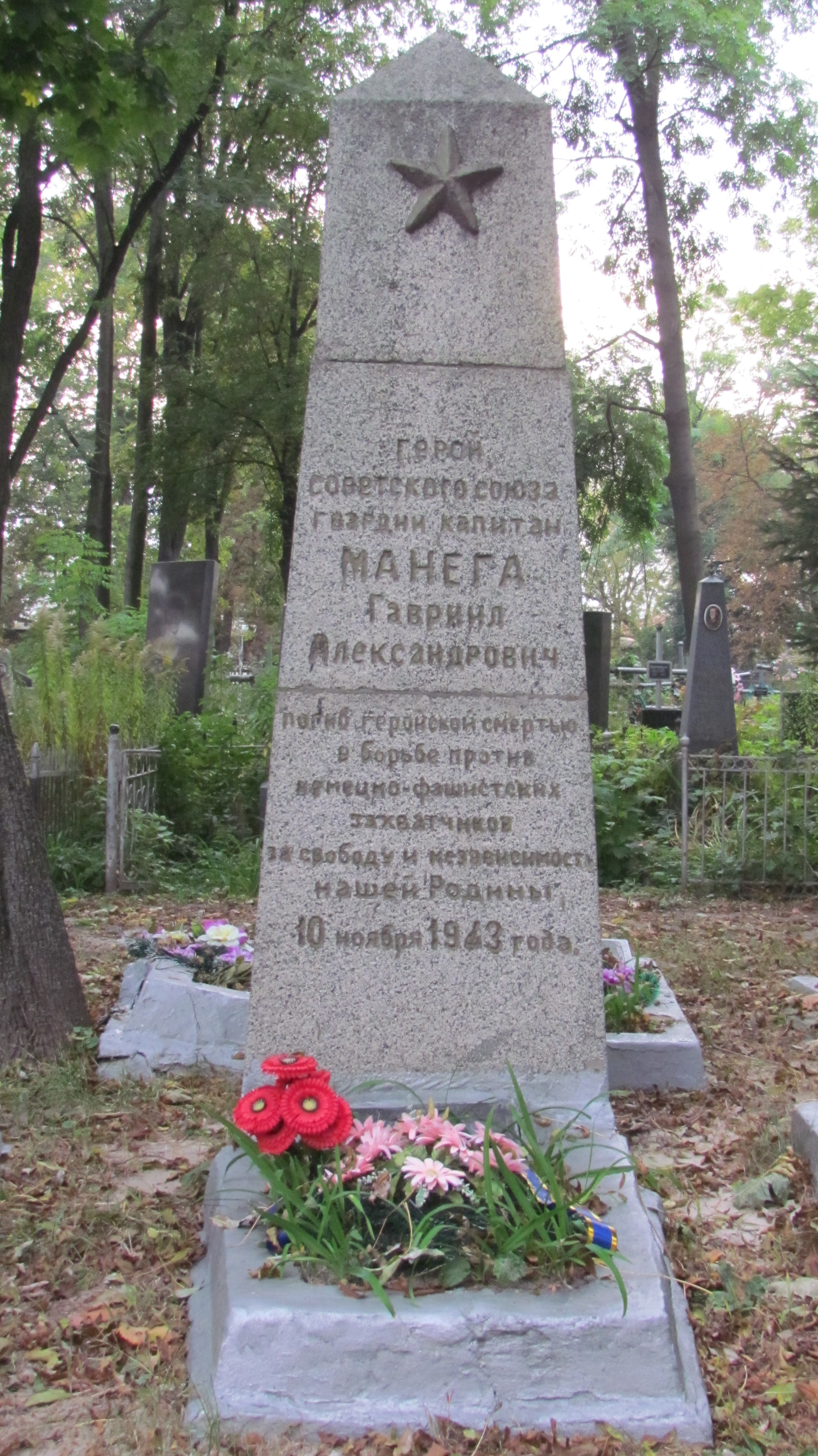
Могила Манеги Г.О.
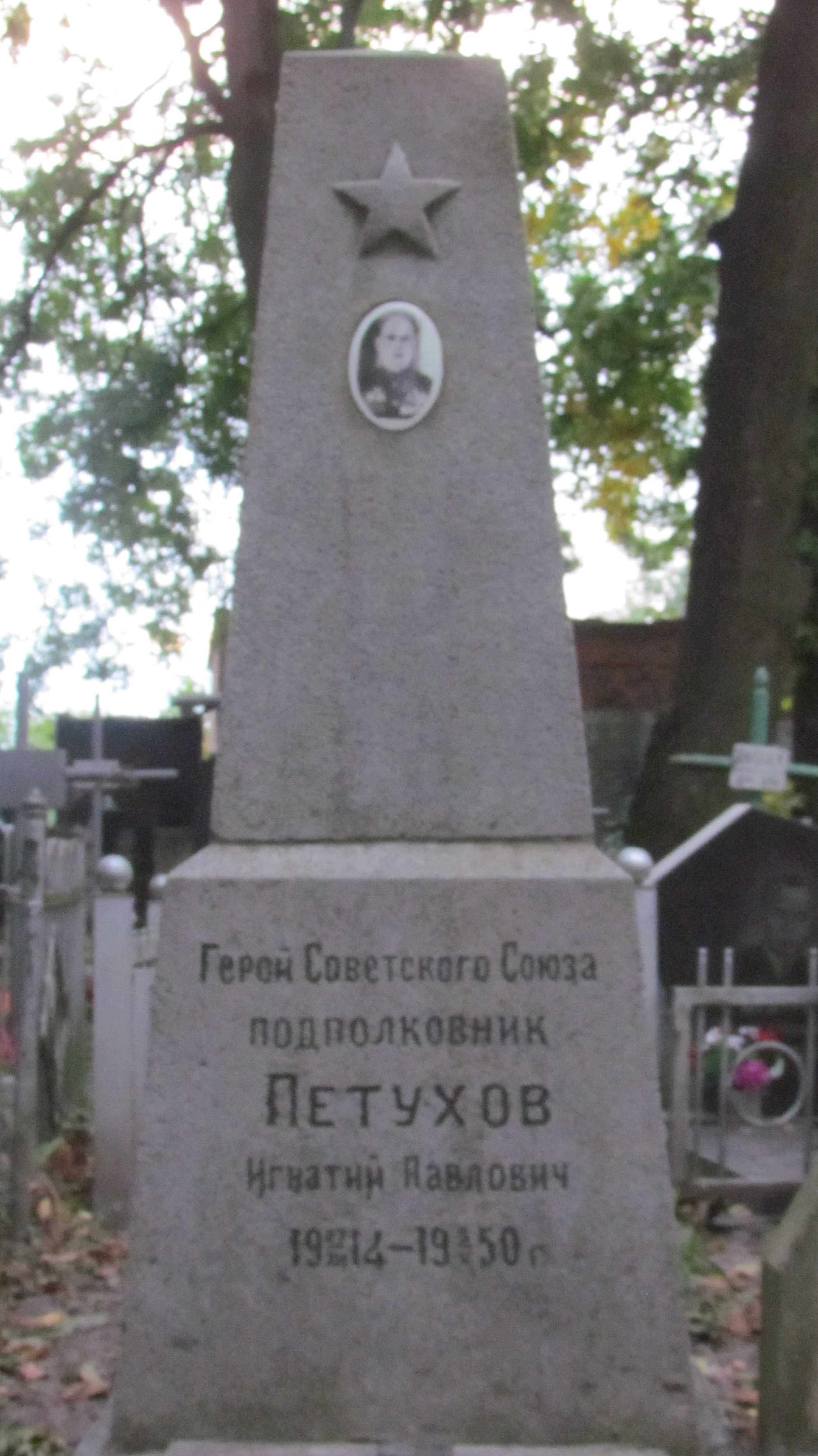
Могила Пєтухова Г.П.
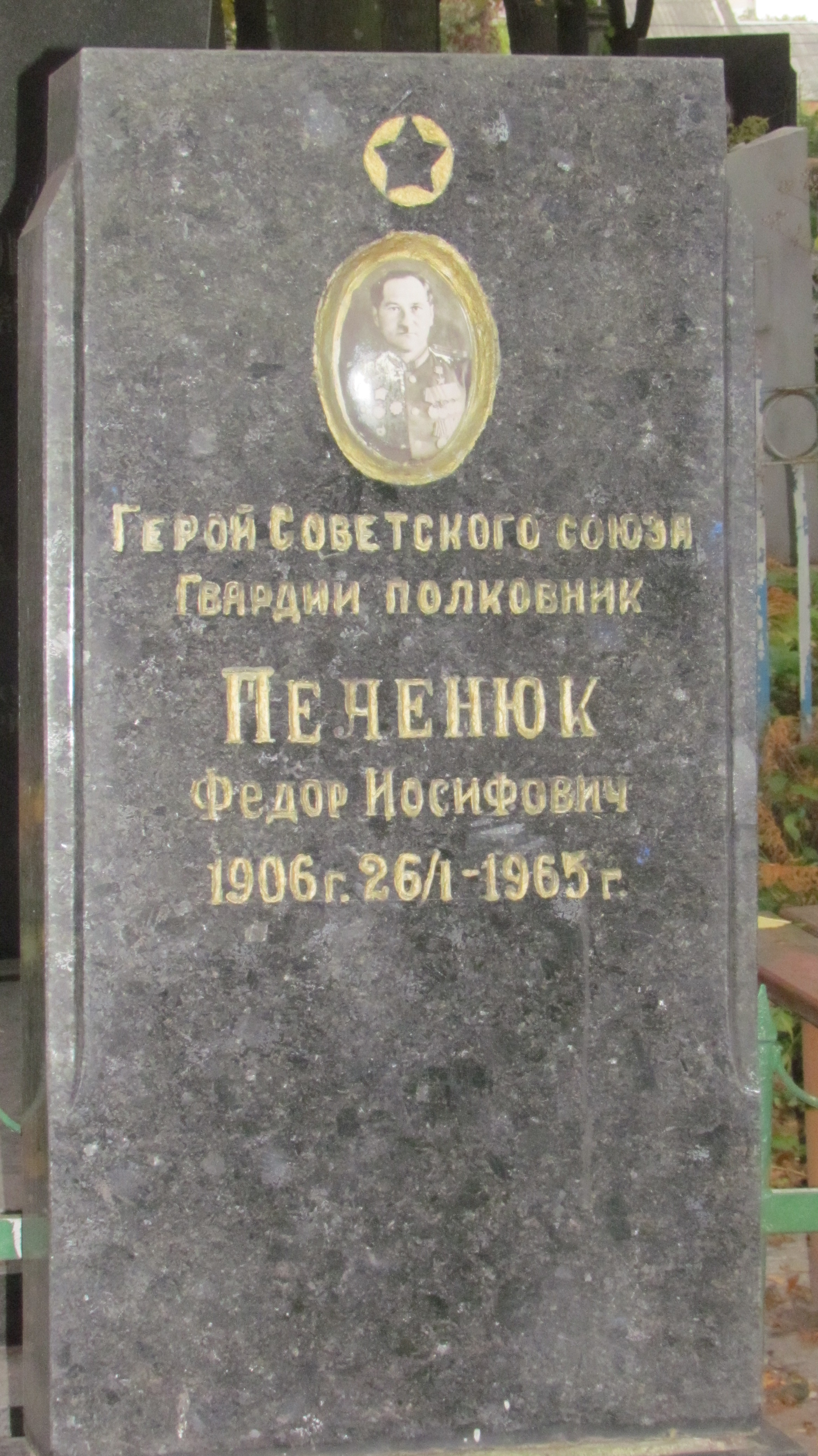
Могила Печенюка Ф.Й.
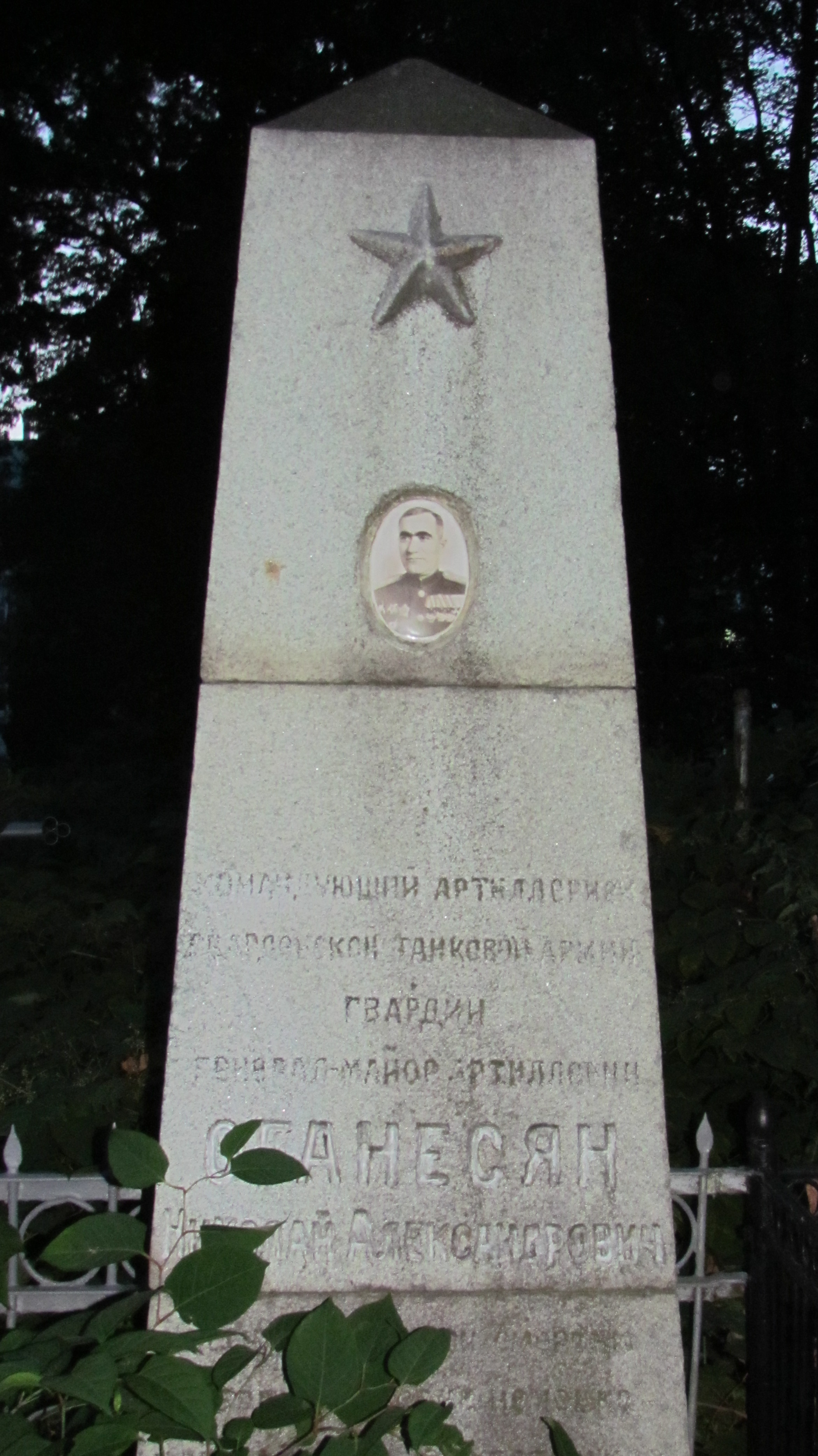
Могила Оганесяна М.О.
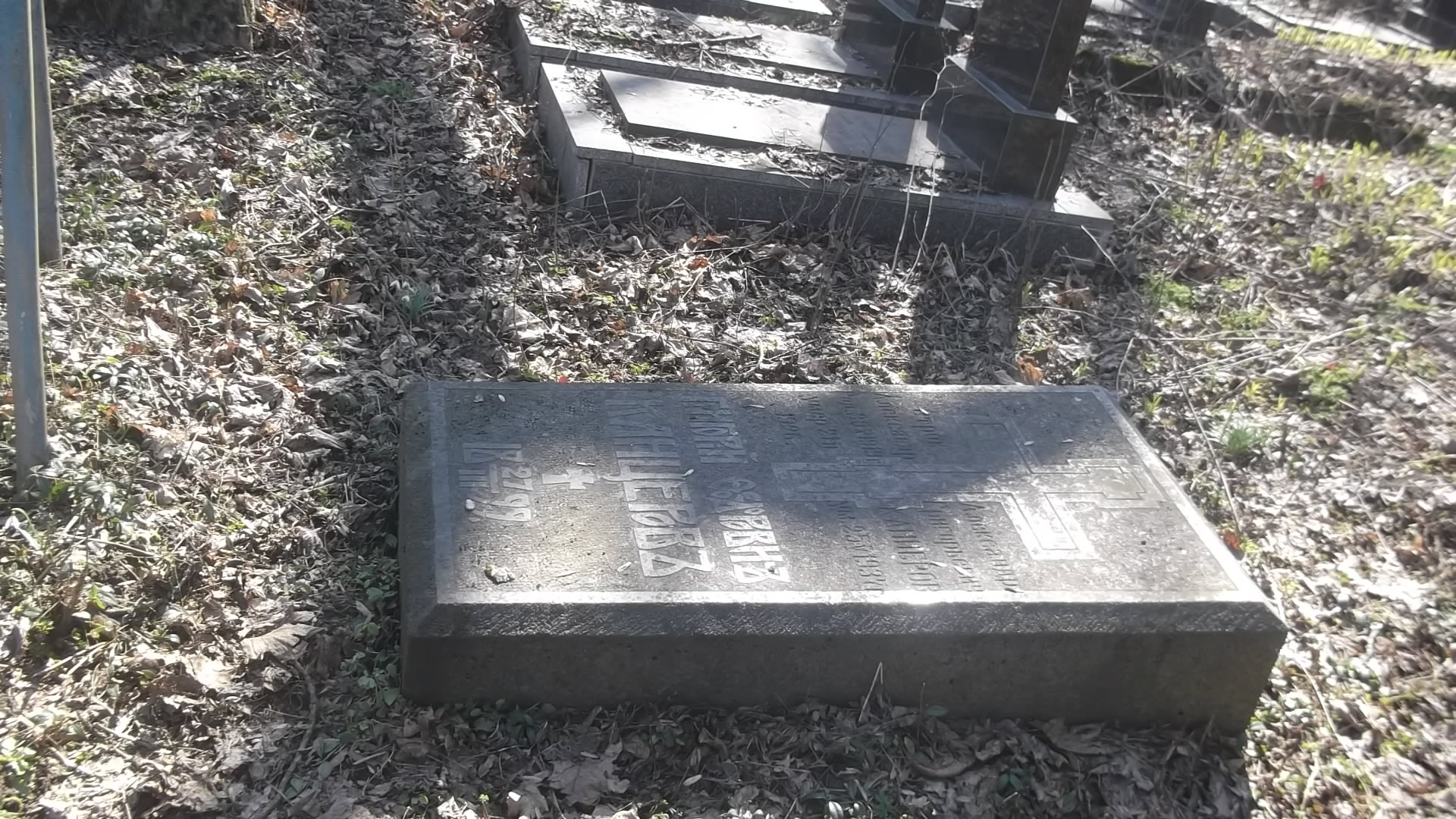
Могила Канцерова О.Г.